# Rhododendron seinghkuense
Rhododendron seinghkuense är en ljungväxtart som beskrevs av F. K. Ward. Rhododendron seinghkuense ingår i släktet rododendron, och familjen ljungväxter. Inga underarter finns listade i Catalogue of Life.